# Sverige – Himmel eller helvete
Sverige – Himmel eller helvete, originaltitel Svezia, Inferno e Paradiso, är en italiensk mondofilm av Luigi Scattini från 1968.
Filmen visades i Sverige på TV2 28 december 1971, vilket orsakade protester från flera medverkande svenskar som ställt upp i filmen med löfte om att den aldrig skulle visas i Sverige[källa behövs]. Klipp ur filmen visas även i Fredrik Lindströms TV-program Världens modernaste land från 2006.
Hitlåten Mah Nà Mah Nà skrevs till filmen. Låten fick stor popularitet och den ökade i och med att den under 1970-talet användes av Mupparna vid deras uppträdande i The Ed Sullivan Show, samt i de egna programmen Sesam och Mupparna. Låten användes även flitigt i The Benny Hill Show.